# Соммер, Берт
Берт Уильям Соммер (7 февраля 1949 — 23 июля 1990) — американский народный певец, автор песен и актер. Берт был членом рок-группы «The Left Bank», и соавтором песен «Ivy Ivy» и «And Suddenly», выпущенных в 1967 году. В Вудстоке, где Соммер исполнял песню Саймона и Гарфанкела «America», ему аплодировали стоя. Он писал «Мы все — члены группы „The Band“» в Вудстоке. Его запись заняла 48-е место в хит-параде Billboard Hot 100 12 сентября 1970 года. 
Соммер также сыграл роль Вуфа в оригинальном Бродвейском мюзикле «Волосы» в 1969-70 годах (его волосы были изображены на афишах мюзикла) и в роли Флэтбуша в группе «Kaptain Kool and the Kongs» на The Krofft Supershow в 1976 году. Во втором сезоне не появлялся.
Соммер скончался в городе Троя штат Нью-Йорк 23 июля 1990 года, после долгой борьбы с заболеванием лёгких. Его последнее выступление было в этом городе, 11 июня 1990 года, вместе со своим другом Джонни Раббом.

## Дискография
- The Road To Travel (1968, Capitol)
- Inside Bert Sommer (1970, Eleuthera)
- Bert Sommer (1970, Buddah)
- Bert Sommer (1977, Capitol)
- The Road To Travel (2004) (Cherry Red Records, посмертно)